# Aida-Ira El-Eslambouly
Aida-Ira El-Eslambouly  (* 27. Dezember 1979 in Darmstadt) ist eine deutsche Theaterschauspielerin.

## Leben
Nach ihrem Abitur und einem anschließenden einjährigen Auslandsaufenthalt in England studierte El-Eslambouly von 2000 bis 2003 Phonetik und Linguistik an der Johann Wolfgang Goethe-Universität in Frankfurt am Main. Im Jahre 2003 begann sie ihr Schauspielstudium an der Hochschule der Künste in Bern, das sie im Mai 2007 mit dem Diplom abschloss. Ihr erstes Festengagement führte sie ab der Spielzeit 2007/08 an das Theater Baden-Baden. Daneben wirkte sie an einer Filmproduktion mit und trat in Gastrollen an der Landesbühne Niedersachsen Nord in Wilhelmshaven auf. Seit 2010 ist sie dort festes Mitglied des Ensembles. 2017 wurde sie mit dem Förderpreis „Jade Ring“ ausgezeichnet.
Aida-Ira El-Eslambouly lebt in Wilhelmshaven.

## Theater
- 2006: Cash on delivery. Regie: Stefan Huber[3]
- 2006: Wie es euch gefällt. Regie: Eike Gramss[3]
- 2007: Der kaukasische Kreidekreis. Regie: Maria-Elena Hackbarth[3]
- 2008: Im schwarzen Wald. Regie: Nicola May[3]
- 2008: Der Bürger als Edelmann. Regie: Phillipe Besson[3]
- 2008: Türkisch Gold. Regie: Dietrich Trapp[3]
- 2009: Adrian der Tulpendieb. Regie: Andreas Ingenhaag[3]
- 2009: Die Nibelungen. Regie: Olaf Strieb[4]
- 2010: Die Frau vom Meer. Regie: Michael Blumenthal[3]
- 2010: Märchenherz. Regie: Christoph Meckel[3]
- 2011: Der Jüngste Tag. Regie: Gerhard Hess[3]
- 2011: Woyzeck. Regie: Olaf Strieb[5]
- 2011: Der zerbrochne Krug. Regie: Olaf Strieb[3]
- 2012: Die Jüdin von Toledo. Regie: Alexander Schilling[6]
- 2012: Tschick. Regie: Carola Unser[3]
- 2012: Das System Ponzi (DEA). Regie: Uli Menke[7]
- 2013: Eines langen Tages Reise durch die Nacht. Regie: Eva Lange[8]
- 2013: Sommerfrische. Regie: Gerhard Hess[9]
- 2013: Frühlings Erwachen. Regie: Jan Steinbach[3]
- 2013: Schöne Bescherungen. Regie: Jan Steinbach[10]
- 2014: Der Prozess. Regie: Eva Lange[11]
- 2014: Leonce und Lena. Regie: Eva Lange[12]
- 2014: Deportation Cast. Regie: Eva Lange[13]
- 2014: Drei Schwestern. Regie: Eva Lange[14]
- 2015: Der nackte Wahnsinn. Regie: Nina Pichler[15]
- 2015: Ich habe Bryan Adams geschreddert. Regie: Gero Vierhuff[16]
- 2015: Harry und Sally. Regie: Stefan Hossfeld[17]
- 2015: Im Westen nichts Neues. Regie: Eva Lange[18]
- 2015: Antigone. Regie: Eva Lange[19]
- 2016: Der Vorname. Regie: Nina Pichler[20]
- 2016: Ein Sommernachtstraum. Regie: Jan Steinbach[21]
- 2016: Frühstück bei Tiffany. Regie: Anne Spaeter[22]
- 2016: Dantons Tod. Regie: Jan Steinbach[23]
- 2016: Die Schutzbefohlenen. Regie: Eva Lange[24]
- 2017: Effi Briest. Regie: Tanja Weidner[25]
- 2017:  Unschuld. Regie: Eva Lange[26]
- 2017: Götterspeise. Regie: Sascha Bunge[27]
- 2018: Der Menschenfeind. Regie: Jan Steinbach[28]
- 2018: Yvonne, Prinzessin von Burgund. Regie: Olaf Strieb[29]
- 2018: Amadeus. Regie: Markus Röhling[30]
- 2018: Sterben helfen. Regie: Katka Schroth[31]
- 2018: Lulu. Regie: Uwe Cramer[32]
- 2019: Richard III. – Bin durch Sümpfe gewatet, Menschliche oder nicht (DSE). Regie: Sascha Bunge[33]
- 2019: Der Gott des Gemetzels. Regie: Krystyn Tuschhoff[34]
- 2019: Amphitryon. Regie: Sascha Bunge[35]
- 2022: Der Untertan (UA). Regie: Gernot Plass[36]
- 2022: Zeugin der Anklage. Regie: Nina Pichler[37]
- 2023: Der Tempelherr. Regie:Jakob Arnold[38][39]
- 2023: In 80 Tagen um die Welt. Regie: Mia Constantine[40]
- 2023: Anfang und Ende des Anthropozäns. Regie: Marie-Sophie Dudzic[41]
- 2023: Hamlet. Prinz von Dänemark. Regie: Daniel Kunze[42]
- 2024: La Notte Italiana – Reise ans Ende der Gleichgültigkeit (UA). Regie: Robert Teufel[43]
- 2024: Ödipus. Regie: Tim Egloff[44]
- 2025: Der lange Schlaf. Regie: Angelika Zacek[45]
- 2025: Die Stunde da wir nichts voneinander wussten. Regie: Olaf Strieb[46]